# 刑事・雪平夏見シリーズ
『刑事・雪平夏見シリーズ』（けいじ・ゆきひらなつみシリーズ）は、秦建日子による日本の推理小説のシリーズ。
2006年から2015年にかけてテレビドラマ・映画化された『アンフェア』シリーズ（関西テレビ制作・フジテレビ系）の原作である。第1作『推理小説』は連続ドラマ化された。

## シリーズ
単行本は河出書房新社より、文庫本は河出文庫より刊行されている。
『推理小説』
単行本：2004年12月7日発売、ISBN 978-4-309-01686-3
文庫本：2005年12月22日発売、ISBN 978-4-309-40776-0
『アンフェアな月』
単行本：2006年9月27日発売、ISBN 978-4-309-01779-2
文庫本：2008年5月9日発売、ISBN 978-4-309-40904-7
『殺してもいい命』
単行本：2009年10月19日発売、ISBN 978-4-309-01943-7
文庫本：2011年7月6日発売、ISBN 978-4-309-41095-1
『愛娘にさよならを』
単行本：2011年9月7日発売、ISBN 978-4-309-02053-2
文庫本：2013年2月6日発売、ISBN 978-4-309-41197-2
『アンフェアな国』
単行本：2015年8月7日発売、ISBN 978-4-309-02396-0
文庫本：2017年10月17日発売、ISBN 978-4-309-41568-0

## 登場人物
雪平 夏見（ゆきひら なつみ）
本作の主人公。警視庁刑事部捜査一課強行班（第4作にて警務部監査官室）に所属。シリーズ開始当初38歳。
捜査一課内で検挙率No.1、大酒飲みで、“無駄に美人”、バツイチ。
中目黒のマンションに一人暮らし。部屋は、安藤曰く「殺人的に汚いゴミ部屋」、娘の美央も「この部屋くさい」と言うほど汚く、白い靴下で部屋を歩くと汚れが落ちなくなる。それがもとでマンションの管理会社などともめている。ただし、娘の美央との生活を行うために片づけを行っている。
酔うとしばしば全裸で寝る癖があり、その肢体を幾度か見た安藤によれば、30代後半とは思えないプロポーションをしている。
「被害者が最期に見た景色を見たい」という考えを持っており、地面に顔を付けることも厭わずに、遺体があった場所に発見時と同じ格好をする。
薬物中毒の強盗殺人犯の少年を射殺した事件が原因となり夫と離婚、一人娘の美央は夫に引き取られた。
ワーカホリックで、72時間ぶっ通しで捜査し、3時間ほど仮眠した後また48時間聞き込みで歩くということを普通にやるので、普通の人間はついていけない。
批判するマスメディアに対し、「必要があればまた撃つ」という発言をし、一層批判の的となった。射殺した被疑者の夢を見ないようにするにはどうすれば良いか考えた結果、「寝ない」という結論に至り、捜査以外の時間は飲酒に当てている。
フクロウという連続殺人事件の捜査中に撃たれ、左腕に障害を負う。その怪我が元で刑事生命を絶たれ、警視庁警務部監査官室に所属になった。その後、第5作目では新宿署組織犯罪対策課暴力捜査一係に異動することになる。
安藤 一之（あんどう かずゆき）
雪平の相棒。雪平の“無駄に美人”という言葉を考え出した。雪平の捜査方針には口出ししないと決めており、雪平の色に染まりつつある。捜査一課に着任して以来、雪平のマンションの合い鍵を持たされている。市ヶ谷のマンションに一人暮らし。ドラマ『アンフェア』とは異なり、シリーズを通して雪平の相棒をつとめる。
雪平に恋愛感情を抱いており、第5作目にてプロポーズした。以前は彼女がいたが、刑事という仕事と雪平への愛情が元で現在は別れている。
山路 徹夫（やまじ てつお）
捜査一課課長。現場叩き上げで、刑事歴20年。銀色のジッポ・ライターの蓋をカチャカチャさせながら、部下に小言を言う癖がある。

羽田 智夫（はだ ともお）
刑事部長。何事も自分に責任が及ばないように考える。ただし、自分の同期である島津監察官が殺された際は同期を殺されたことから犯人を逮捕できなければ腹を切るといっている。現場の刑事からの評判は悪い。雪平が少年を射殺した後、無理やり休暇を取らせようとし殴られたことがある。粘着質な性格のため、そのことが原因で雪平とは今でも対立している。
妻帯者ではあるようだが、娘がいないぶん自分の姪を溺愛している。
林堂 航（りんどう わたる）
初登場時、特殊班所属だったが、幼女誘拐事件後に捜査一課強行班三係に異動となる。
妻とは死別している。
平岡 朋子（ひらおか ともこ）
初登場時、特殊班の新人刑事だったが、林堂と同じく幼女誘拐事件後に捜査一課強行班三係に異動となる。恋人がいたが、刑事という職業が嫌だという理由で別れている。その後、捜査活動中にふっ切れそれを乗り越えた模様である。
佐藤 美央（さとう みお）
雪平の娘。7歳。離婚後は父親と暮らしている。雪平とは月に2回会えることになっているが、学校では“殺人者の娘”といじめに遭い、「お母さんが殺されればいいのに」と思うほど雪平のことを嫌っていた。その後、上級生が同級生にいじめをやめさせ、尚且つ美央自身も窘められ、嫌いではなくなった。
“フクロウ”と名乗る犯人による連続殺人事件の際、顔を傷つけられた模様。その後は、佐藤和夫の両親に引き取られるが、自分の意思で雪平との生活を望む。
佐藤 和夫（さとう かずお）
雪平の元夫。講師をしていた園芸教室に雪平が生徒として参加したのがきっかけで結婚した。
第3作目『殺してもいい命』で殺害される。

## 鳥福（とりふく）
雪平行きつけの焼き鳥屋。
目黒の権之助坂のY字交差点のすぐ近くにある。10人も座ればいっぱいになるカウンターと4人掛けのテーブルが1つあるのみ。
雪平が店に入ると、何も言わなくても店主は焼酎のロックをジョッキで出してくれる。